# Soto de Medinilla
El Soto de Medinilla es un yacimiento de la Edad del Hierro que se encuentra situado en uno de los meandros del río Pisuerga a su paso por el término de la ciudad de Valladolid; cuenta con una extensión de unas 2 ha. Parte del yacimiento se descubrió en los años 30 del siglo xx; desde entonces se han ido descubriendo más poblados que indican la existencia de grupos humanos que poblaron este yacimiento a lo largo de cerca de medio milenio y que han dado lugar al estudio de una cultura, que se ha denominado «Cultura del Soto», referencia principal en los estudios de la Primera Edad del Hierro en la zona de la cuenca del Duero. Fue declarado bien de interés cultural el 25 de febrero de 2021.

## Descripción

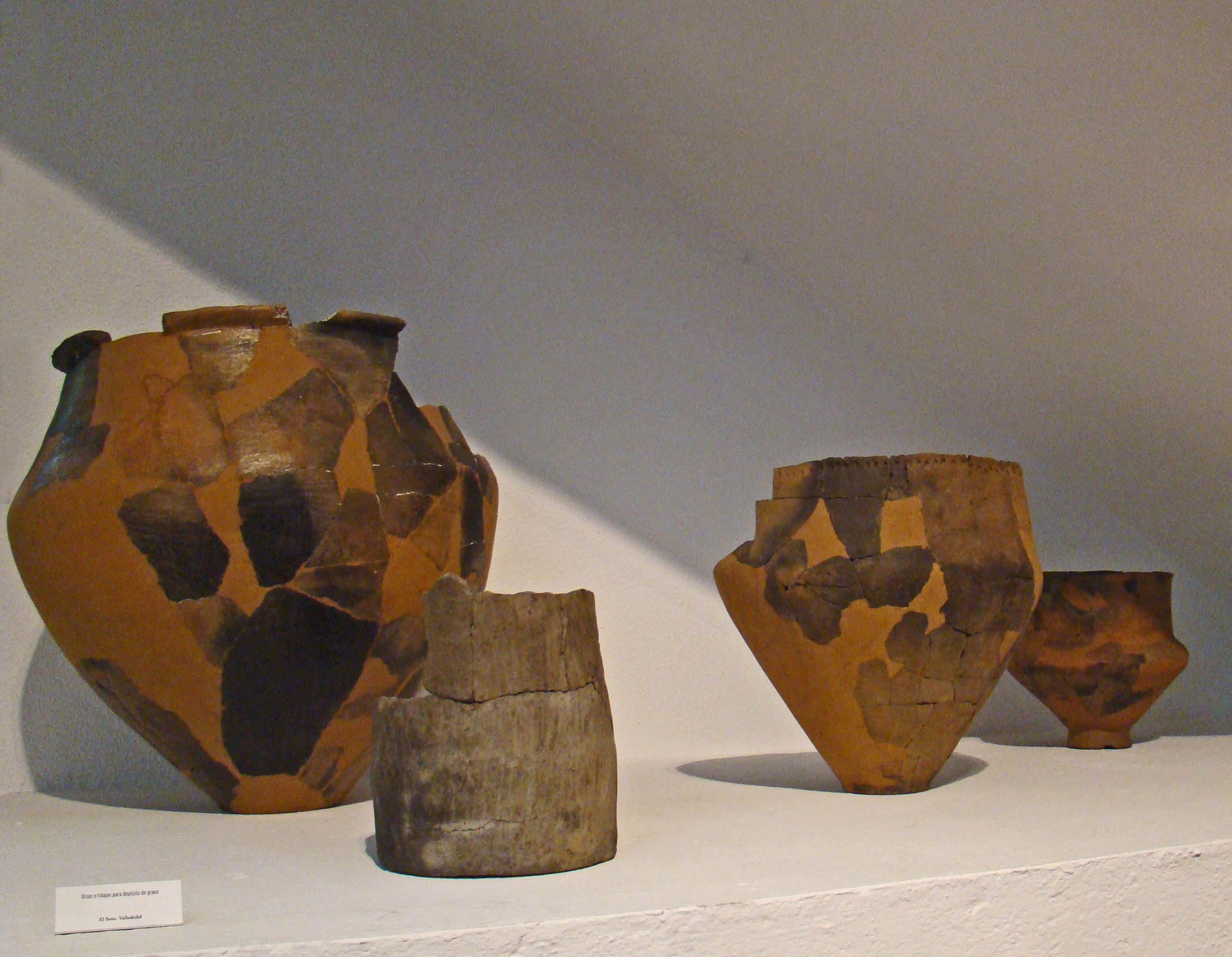
Orzas del Soto de Medinilla (Museo de Valladolid)

El Soto de Medinilla constituye, desde el inicio de sus investigaciones, un referente imprescindible para el conocimiento de la primera Edad del Hierro en el Duero medio, pues es uno de los más importantes y mejor conocidos asentamientos de esta época en la península ibérica, presentando un intenso poblamiento que se extiende de forma continuada, a lo largo de seis o siete siglos, entre el 800 y el siglo II a. C. De hecho, es precisamente el Soto de Medinilla el yacimiento que ha permitido caracterizar la primera Edad del Hierro en el centro de la cuenca del Duero.
El emplazamiento inicial, que hunde sus raíces en el siglo IX a. C., ocupa la base y el exterior de un amplio meandro de la margen izquierda del río Pisuerga ubicado a unos 3 km al norte de la ciudad de Valladolid. Las tempranas investigaciones realizadas por Pere de Palol y Federico Wattenberg a lo largo de la primera mitad del siglo XX y la década de 1960, permitieron, a partir del estudio de su amplia ocupación prehistórica y protohistórica, sistematizar la Edad del Hierro en este territorio, dando nombre a los primeros compases de esta etapa que desde entonces se conocen como Soto I y Soto II.
En los momentos iniciales el Soto es un poblado de ocupación ribereña que ha ido conformando un auténtico tell o colina artificial de unos 5 metros de sedimentos arqueológicos, del que conocemos hasta 16 niveles de ocupación superpuestos. En estos comparecen estructuras de hábitat de planta circular, almacenes y producciones vasculares realizadas a mano y cocidas en hornos reductores, entre otros muchos restos de cultura material, todo ello datado en la primera Edad del Hierro, entre el 800 y el 450 a. C.
Las primeras estructuras habitacionales son conocidas a través de la planta que forman las huellas de los agujeros de postes detectados en las excavaciones arqueológicas. Estas cabañas de planta circular, levantadas con material leñoso, remataban con una cubierta vegetal. Los abundantes bosques de ribera de álamos, sauces y fresnos debieron proporcionar a las primeras gentes soteñas material constructivo abundante para ello.
En los compases más avanzados del Primer Hierro, conocido como Soto II, las cabañas, de unos 10 metros cuadrados de planta, ya se levantaban con adobe y tapial sobre una base igualmente circular. Bancos corridos adosados a las paredes, muros pintados con motivos geométricos de vivos colores –rojo, blanco, amarillo y negro– sobre la superficie de sucesivos revocos y hogares interiores caracterizan estas estructuras de hábitat que al exterior tienen pequeños vestíbulos de acceso. Almacenes cuadrados, hornos y algunas estructuras de tipo hórreo complementan los espacios entre viviendas.
En el interior de las viviendas se hallaban los telares, orzas para almacenamiento de los alimentos y algunos recipientes singulares que, por el tratamiento del interior de sus superficies, pudieron servir para batir la leche y fabricar sus derivados.
El poblado se encontraba defendido por una potente muralla de adobes y postes de madera que finalmente fue arrasada para construir encima de ella en época vaccea, cuando el poblamiento se hace más extenso y disperso.
La economía de estas gentes del Soto de Medinilla descansaba sobre una agricultura cerealista así como una ganadería de ovicápridos y bóvidos, adivinándose por vez primera en este territorio, una auténtica vocación de permanencia del hábitat que viene a demostrar el éxito obtenido en la explotación de los recursos más inmediatos. La presencia de estructuras de granero y la abundancia de molinos de piedra hacen que la ocupación del Soto de Medinilla se interprete como de una cierta abundancia y bienestar que permite presuponer la existencia de una sociedad opulenta en la que algunos elementos singulares, como las vasijas pintadas, las fíbulas de doble resorte y los cuchillos de hierro serían, por su escaso número y origen foráneo, objetos exóticos al alcance de unos pocos individuos, consolidándose así la imagen de la conformación de élites sociales.
En el caso del Soto de Medinilla existen otras singularidades. Durante las fases más antiguas, la abundancia de restos de caballo es muy superior a la de cualquier otro yacimiento de la misma época, lo que pudiera avalar que la cría de caballos sería una actividad económica de enorme importancia para los soteños. No obstante, no puede descartarse, como mostrarían las huellas de consumo y descarne de algunos especímenes macho jóvenes, que pueda tener otros significados ligados al sacrificio de excedentes o una modalidad original de explotación pecuaria.
Junto a todo ello completan el registro arqueológico del Soto de Medinilla las evidencias de la actividad cinegética y pesquera. Entre la primera, los soteños cazaron ciervo, jabalí, lince, gato montés, lobo y tejón. Comparecen aves como la avutarda, la perdiz, garza real y grulla, sisones, carracas, urraca, corneja negra, pigardo y gorrión común.
Algunos castores y nutrias avalan la idea de un Pisuerga remansado, profundo, limpio y de tupida ribera en el entorno del yacimiento durante el primer milenio antes de Cristo, en el que se lleva a cabo la pesca de salmón, cacho, boga, serpiente de agua y galápago común.
Encima, alrededor y al sur del tell se levantó, en época vaccea –a partir de finales del siglo V a C y comienzos del siglo IV a. C.– un oppidum del que se conoce un hábitat más disperso. De esta ocupación se conservan restos constructivos en hasta tres niveles de ocupación prerromana, que llegan a alcanzar hasta los tres metros de profundidad. Las características geográficas del terreno, de origen aluvial, hicieron de la agricultura la base económica de sus pobladores en el último milenio a. C., completada con una menor dependencia de la caza y un aumento de la cría de ganado. Destaca en el Soto prerromano la incorporación temprana del asno –una especie alóctona que llega a la península ibérica de mano de los fenicios a partir del siglo VIII a. C.– en la cabaña doméstica, llegando a superar al caballo. Otro tanto ocurre con las pequeñas gallinas criadas para el consumo.
Se detecta la realización de una actividad recolectora de especies silvestres como la endrina, la zanahoria, las leguminosas, piñones y bellotas, unida a una actividad agrícola basada en el cultivo del trigo común, escanda y esprilla y la cebada.
En este yacimiento conocido desde antiguo, se han venido realizando distintas actuaciones arqueológicas desde comienzos del siglo XX, aunque es a finales de siglo cuando se llevan a cabo de una manera más sistemática, por el Seminario de Arte y Arqueológica de la Universidad de Valladolid, primero en el área más antigua del yacimiento, el tell del Hierro I y más tarde en el poblado prerromano incrementando y ahondando en el conocimiento de este singular yacimiento arqueológico.
El Soto de Medinilla constituye el único lugar con una superposición estratigráfica tan compleja. En ninguna otra ciudad vaccea existe algo parecido a la secuencia de construcciones de la Primera Edad del Hierro registrada en el Soto de Medinilla.